# Bob Carr
Robert John „Bob” Carr (ur. 28 września 1947 w Sydney) – australijski polityk, członek Australijskiej Partii Pracy (ALP). Od 4 kwietnia 1995 do 3 sierpnia 2005 roku był premierem Nowej Południowej Walii, pełniąc to stanowisko przez najdłuższy nieprzerwany czas w historii. Od 13 marca 2012 do 18 września 2013 był ministrem spraw zagranicznych Australii.

## Życiorys

### Młodość
Członkiem ALP został jako piętnastolatek. W 1970 stanął na czele młodzieżówki tej partii w stanie Nowa Południowa Walia, a dwa lata później na szczeblu ogólnokrajowym. Po ukończeniu studiów historycznych na University of New South Wales podjął pracę dziennikarza radiowego w publicznej rozgłośni ABC. W 1972 został etatowym pracownikiem centrali związków zawodowych w Nowej Południowej Walii, gdzie zajmował się projektami edukacyjnymi. W 1978 powrócił do pracy dziennikarskiej, tym razem w tygodniku społeczno-politycznym The Bulletin.

### Polityka na szczeblu stanowym
Był członkiem Parlamentu Nowej Południowej Walii w latach od 1983 do 2005 oraz liderem Australijskiej Partii Pracy w stanie Nowa Południowa Walia od 1988 do 2005. W 1995 kierowana przez niego ALP wygrała wybory stanowe, co dało mu fotel premiera Nowej Południowej Walii. W latach 1999 i 2003 kierowany przez niego rząd stanowy uzyskiwał reelekcję. Zrezygnował z funkcji premiera oraz członka parlamentu stanowego w sierpniu 2005, jego następcą został Morris Iemma.

### Polityka na szczeblu federalnym
W latach 2005–2012 Carr pozostawał na politycznej emeryturze, aktywnie udzielając się jednak jako uczestnik publicznych debat na różne tematy. Współpracował również z mediami, a także pełnił kilka stanowisk w biznesie. Na przełomie lutego i marca 2012 ogłoszono, iż Carr będzie kandydatem ALP do przejęcia mandatu w Senacie Australii, opróżnionego wskutek rezygnacji senatora Marka Arbiba. Było to pokłosie walk frakcyjnych wewnątrz ALP, w których mocno popierany przez Arbiba były premier Kevin Rudd został ostatecznie pokonany w rywalizacji o przywództwo w partii przez premier Julię Gillard. Zgodnie z australijskim prawem, decyzję o obsadzie federalnego mandatu senatorskiego opróżnionego w trakcie kadencji podejmuje parlament stanu, który reprezentował ustępujący senator. 6 marca 2012 parlament Nowej Południowej Walii oficjalnie wybrał na to stanowisko Carra.
13 marca 2012 został nowym szefem australijskiej dyplomacji. Zajmował to stanowisko do 18 września 2013, kiedy to ALP przeszła do opozycji po przegranych wyborach.